# Raphaël Duflos
Raphaël Duflos (30 de enero de 1858 – 21 de enero de 1946) fue un actor teatral y cinematográfico de nacionalidad francesa. 
Su nombre completo era Émile Henri Raphaël Duflos, y nació en Lille, Francia. Como actor teatral, entró en la Comédie-Française en 1884, siendo miembro de la misma desde 1896 a 1924, y nombrado miembro honorario el 1 de enero de 1925.
Fue profesor del Conservatorio Nacional Superior de Arte Dramático, donde tuvo, entre otros destacados alumnos, a intérpretes como Huguette Duflos, Maurice Escande, Fernand Ledoux, Charles Boyer, Madeleine Renaud, Marie Bell, Edwige Feuillère y Annie Ducaux. 
Raphaël Duflos falleció en París, Francia, en 1946. Había estado casado con la actriz Huguette Duflos.

## Teatro

### Carrera ajena a laComédie-Française
- 1883 : Severo Torelli, de François Coppée, Teatro del Odéon
- 1887 : L'Affaire Clemenceau, de Armand d'Artois, Teatro du Vaudeville

### Carrera en laComédie-Française
- 1895 : Les Tenailles, de Paul Hervieu
- 1897 : Le Passé, de Georges de Porto-Riche
- 1899 : La Conscience de l'enfant, de Gaston Devore
- 1902 : Le Passé, de Georges de Porto-Riche
- 1903 : Los negocios son los negocios, de Octave Mirbeau
- 1905 : Le Duel, de Henri Lavedan
- 1906 : Les Mouettes, de Paul Adam
- 1907 : Chacun sa vie, de Gustave Guiches y Pierre-Barthélemy Gheusi
- 1908 : Amoureuse, de Georges de Porto-Riche
- 1909 : Connais-toi, de Paul Hervieu
- 1913 : Sophonisbe, de Alfred Poizat, escenografía de Mounet-Sully
- 1915 : Le Mariage forcé, de Molière
- 1918 : Lucrèce Borgia, de Victor Hugo
- 1920 : Maman Colibri, de Henry Bataille
- 1920 : Les Effrontés, de Émile Augier
- 1920 : Hernani, de Victor Hugo
- 1921 : Le Passé, de Georges de Porto-Riche
- 1921 : Francillon, de Alexandre Dumas (hijo)
- 1922 : L'Abbé Constantin, de Hector Trémieux y Pierre Decourcelle
- 1922 : Marion Delorme, de Victor Hugo
- 1922 : Don Juan, de Molière
- 1923 : Les Deux Trouvailles de Gallus, de Victor Hugo
- 1924 : La Dépositaire, de Edmond Sée

## Filmografía
- 1908 : L'Assassinat du duc de Guise, de André Calmettes y Charles Le Bargy
- 1914 : Le Droit de l'enfant, de Henri Pouctal
- 1916 : La Flambée, de Henri Pouctal
- 1916 : C'est pour les orphelins !, de Louis Feuillade
- 1916 : L'Instinct, de Henri Pouctal
- 1919 : Au travail, de Henri Pouctal